# Trichocentrum
Trichocentrum – rodzaj roślin z rodziny storczykowatych (Orchidaceae). Obejmuje 90 gatunków oraz 12 hybryd. Rośliny występują w Ameryce Północnej, Środkowej i Południowej w takich krajach i regionach jak: Argentyna, Bahamy, Belize, Boliwia, Brazylia, Kolumbia, Kostaryka, Kuba, Dominikana, Ekwador, Salwador, Floryda, Gujana Francuska, Gwatemala, Gujana, Haiti, Honduras, Jamajka, Meksyk, Nikaragua, Panama, Paragwaj, Peru, Surinam, Trynidad i Tobago, Urugwaj, Wenezuela, Wyspy Nawietrzne.

## Systematyka
Rodzaj sklasyfikowany do podplemienia Oncidiinae w plemieniu Cymbidieae, podrodzina epidendronowe (Epidendroideae), rodzina storczykowate (Orchidaceae), rząd szparagowce (Asparagales) w obrębie roślin jednoliściennych.
Wykaz gatunków
- Trichocentrum aguirrei (Königer) M.W.Chase & N.H.Williams
- Trichocentrum albococcineum Linden
- Trichocentrum allenii (Kolan. & Szlach.) J.M.H.Shaw
- Trichocentrum andreanum (Cogn.) R.Jiménez & Carnevali
- Trichocentrum andrewsiae (R.Jiménez & Carnevali) R.Jiménez & Carnevali
- Trichocentrum ascendens (Lindl.) M.W.Chase & N.H.Williams
- Trichocentrum aurisasinorum (Standl. & L.O.Williams) M.W.Chase & N.H.Williams
- Trichocentrum ayacuchense J.M.H.Shaw
- Trichocentrum bellanianum (Königer) J.M.H.Shaw
- Trichocentrum bicallosum (Lindl.) M.W.Chase & N.H.Williams
- Trichocentrum binotii (Pabst) J.M.H.Shaw
- Trichocentrum biorbiculare (Balam & Cetzal) R.Jiménez & Solano
- Trichocentrum brachyceras Schltr.
- Trichocentrum brachyphyllum (Lindl.) R.Jiménez
- Trichocentrum brenesii Schltr.
- Trichocentrum brevicalcaratum C.Schweinf.
- Trichocentrum caatingaense (Cetzal, V.P.Castro & Marçal) J.M.H.Shaw
- Trichocentrum caloceras Endrés & Rchb.f.
- Trichocentrum candidum Lindl.
- Trichocentrum capistratum Linden & Rchb.f.
- Trichocentrum carthagenense (Jacq.) M.W.Chase & N.H.Williams
- Trichocentrum cavendishianum (Bateman) M.W.Chase & N.H.Williams
- Trichocentrum cebolleta (Jacq.) M.W.Chase & N.H.Williams
- Trichocentrum cepula (Hoffmanns.) J.M.H.Shaw
- Trichocentrum christensonianum (Kolan. & Szlach.) J.M.H.Shaw
- Trichocentrum chrysops (Rchb.f.) Soto Arenas & R.Jiménez
- Trichocentrum cosymbephorum (C.Morren) R.Jiménez & Carnevali
- Trichocentrum crispiflorum (Schltr.) Bogarín
- Trichocentrum croatii (Kolan. & Szlach.) J.M.H.Shaw
- Trichocentrum croizatii (Cetzal & Carnevali) J.M.H.Shaw
- Trichocentrum cymbiglossum Pupulin
- Trichocentrum dianthum Pupulin & Mora-Ret.
- Trichocentrum estrellense Pupulin & J.B.García
- Trichocentrum flavovirens (L.O.Williams) M.W.Chase & N.H.Williams
- Trichocentrum fuscum Lindl.
- Trichocentrum helicanthum (Kraenzl.) J.M.H.Shaw
- Trichocentrum hoegei Rchb.f.
- Trichocentrum ionopthalmum Rchb.f.
- Trichocentrum johnii (Oppenheim) M.W.Chase & N.H.Williams
- Trichocentrum jonesianum (Rchb.f.) M.W.Chase & N.H.Williams
- Trichocentrum lacerum (Lindl.) J.M.H.Shaw
- Trichocentrum lanceanum (Lindl.) M.W.Chase & N.H.Williams
- Trichocentrum leeanum Rchb.f.
- Trichocentrum leptotifolium (Cetzal & Carnevali) R.Jiménez & Solano
- Trichocentrum lindenii (Brongn.) M.W.Chase & N.H.Williams
- Trichocentrum longicalcaratum Rolfe
- Trichocentrum longifolium (Lindl.) R.Jiménez
- Trichocentrum lowii (Rolfe) M.W.Chase & N.H.Williams
- Trichocentrum loyolicum Pupulin, Karremans & G.Merino
- Trichocentrum luridum (Lindl.) M.W.Chase & N.H.Williams
- Trichocentrum macrocebolletum (Cetzal & Carnevali) J.M.H.Shaw
- Trichocentrum margalefii (Hágsater) M.W.Chase & N.H.Williams
- Trichocentrum microchilum (Bateman ex Lindl.) M.W.Chase & N.H.Williams
- Trichocentrum moreniorum Pupulin & Mor.-Pareja
- Trichocentrum morenoi (Dodson & Luer) M.W.Chase & N.H.Williams
- Trichocentrum nanum (Lindl.) M.W.Chase & N.H.Williams
- Trichocentrum natalieae (Balam & Carnevali) R.Jiménez & Solano
- Trichocentrum neudeckeri Königer
- Trichocentrum nudum (Bateman ex Lindl.) M.W.Chase & N.H.Williams
- Trichocentrum obcordilabium Pupulin
- Trichocentrum oerstedii (Rchb.f.) R.Jiménez & Carnevali
- Trichocentrum oestlundianum (L.O.Williams) M.W.Chase & N.H.Williams
- Trichocentrum orthoplectron Rchb.f.
- Trichocentrum panduratum C.Schweinf.
- Trichocentrum pendulum (Carnevali & Cetzal) R.Jiménez & Solano
- Trichocentrum perezii Beutelsp.
- Trichocentrum pfavii Rchb.f.
- Trichocentrum popowianum Königer
- Trichocentrum porphyrio Rchb.f.
- Trichocentrum pulchrum Poepp. & Endl.
- Trichocentrum pumilum (Lindl.) M.W.Chase & N.H.Williams
- Trichocentrum pupulinianum Bogarín & Karremans
- Trichocentrum purpureum Lindl. ex Rchb.f.
- Trichocentrum recurvum Lindl.
- Trichocentrum schrautianum (Königer) J.M.H.Shaw
- Trichocentrum schwambachiae (V.P.Castro & Toscano) Meneguzzo
- Trichocentrum sierracaracolense (Cetzal & Balam) R.Jiménez & Solano
- Trichocentrum silverarum (Carnevali & Cetzal) J.M.H.Shaw
- Trichocentrum splendidum (A.Rich. ex Duch.) M.W.Chase & N.H.Williams
- Trichocentrum sprucei (Lindl.) M.W.Chase & N.H.Williams
- Trichocentrum stacyi (Garay) M.W.Chase & N.H.Williams
- Trichocentrum stramineum (Bateman ex Lindl.) M.W.Chase & N.H.Williams
- Trichocentrum tapiae (Balam & Carnevali) J.M.H.Shaw
- Trichocentrum tenuiflorum Lindl.
- Trichocentrum tigrinum Linden & Rchb.f.
- Trichocentrum ultrajectinum (Pulle) J.M.H.Shaw
- Trichocentrum undulatum (Sw.) Ackerman & M.W.Chase
- Trichocentrum viridulum Pupulin
- Trichocentrum yucatanense (Cetzal & Carnevali) R.Jiménez & Solano
- Trichocentrum yuroaense (Kolan. & Szlach.) J.M.H.Shaw

Wykaz hybryd
- Trichocentrum × carbonoi Yepes-Rapelo & Cetzal) J.M.H.Shaw
- Trichocentrum × cicyi (Cetzal & Carnevali) J.M.H.Shaw
- Trichocentrum × crispiluridum (Cetzal, N.Cash-Arcía & E.Mó) J.M.H.Shaw
- Trichocentrum × francoi (Cetzal & Carnevali) J.M.H.Shaw
- Trichocentrum × haematochilum (Lindl. & Paxton) M.W.Chase & N.H.Williams
- Trichocentrum × lindeoerstedii (Cetzal & Carnevali) J.M.H.Shaw
- Trichocentrum × lurigenense (Cetzal & Carnevali) J.M.H.Shaw
- Trichocentrum × lurilindenii (Carnevali & Cetzal) J.M.H.Shaw
- Trichocentrum × marvraganii (Lückel) M.W.Chase & N.H.Williams
- Trichocentrum × oersteluridum (Cetzal & Balam) J.M.H.Shaw
- Trichocentrum × quintanarooense (Cetzal & Carnevali) J.M.H.Shaw
- Trichocentrum × teaboanum (R.Jiménez , Carnevali & J.L.Tapia) R.Jiménez & Carnevali